# エゴイ・マルティネス
エゴイ・マルティネス・デ・エステバン（Egoi Martínez de Esteban、1978年5月15日- ）は、スペイン・ナバーラ県エチャリ出身の自転車競技選手。

## 経歴
2001年、エウスカルテル・エウスカディとプロ契約を結んだ。
- ブエルタ・ア・カスティージャ・イ・レオン総合優勝

2003年
- ツール・ド・ラブニール 総合優勝

2004年
- ツール・ド・フランス初出場（総合41位）。

2006年、ディスカバリーチャンネルに移籍。
- ブエルタ・ア・エスパーニャにおいて山岳賞を獲得（総合12位）。また第12ステージを制した。

2008年、2007年限りでディスカバリーチャンネルが解散したため、エウスカルテル・エウスカディに復帰。
- ブエルタ・ア・エスパーニャでは序盤の3日間でコンビナーダ（複合賞）ジャージに袖を通した上、第9ステージ終了後にはマイヨ・オロ（ゴールデンジャージ）を獲得し、総合首位に立った。最終的にも個人総合で9位と健闘した。

2009年
- ツール・ド・フランスでは中盤で山岳ポイントを集め、第9ステージから第12ステージまで山岳賞ジャージに袖を通すものの、区間優勝と総合成績に早々に見切りをつけ山岳賞狙いに切り替えたフランコ・ペッリツォッティには太刀打ちできず、最終的に山岳ポイントでは2位に終わった[1]。

2010年
- ドーフィネ・リベレ山岳賞。

2012年
- ツール・ド・フランス 総合17位